# Бирманская арфа (роман)
«Бирманская арфа» (яп. ビルマの竪琴 Бирума но татэгото), также известный как «Арфа Бирмы» — роман для детей, написанный Митио Такэямой. Впервые опубликован в 1946 году и дважды экранизирован режиссёром Коном Итикавой — в 1956 и 1985 годах. Оба фильма стали успешными. Роман был переведён на английский Говардом Гиббеттом и впервые опубликован в 1966 году издательством Charles E. Tuttle Company совместно с UNESCO (ISBN 0-8048-0232-7).

## Сюжет
Роман рассказывает историю отряда японских солдат под командованием капитана Иноуэ, воевавших в конце Второй мировой войны в Бирме. Оказавшись в джунглях, они видят, что на войне им противостоят не только силы неприятеля — препятствиями становятся и чужая земля, иной климат, странное поведение местных. Солдат охватывают разные эмоции — тут и тоска по дому и ощущение бессмысленности ведения войны. Сохранить присутствие духа им помогают песни и капитан, обучивший их хоровому пению. Вскоре после начала повествования объявляется капитуляция Японии.
Один из членов отряда, солдат по имени Мидзусима, стал мастером бирманской арфы, исполняя на ней для своих товарищей. Он вызывается убедить сопротивляющееся японское подразделение сдаться. Его попытка проваливается, а в последовавшей за этим битве его бросают, считая погибшим. Мидзусима переодевается в одежды буддийского монаха и путешествует в них по стране. Он видит множество погибших вдали от дома японских солдат. В буддийских одеждах Мидзусима предстаёт перед своими бывшими соратниками, не открываясь им, хотя многие подозревают в монахе его. Когда отряд отправляется домой, он решает остаться в Бирме, чтобы хоронить погибших японских солдат.

## История создания
Написание романа было заказано автору журналом Akatombo. В нём же изначально роман и публиковался в виде отдельных историй. Первая из них была в мартовском выпуске 1947 года, а затем с июля 1947 по февраль 1948 года. После небольшой редакции он был издан целиком. Текст сопровождает множество акварельных иллюстраций Гэнъитиро Инокумы, как в версии в журнале, так и в формате книги.
Такэяма написал историю, желая дать юным читателям надежду после поражения страны во Второй мировой войны, подчеркнув традиционные буддийские идеалы альтруизма, отображенные в лице персонажа-солдата по имени Мидзусима. В эссе годы спустя Такэяма указывает, что после поражения в войне солдат, воевавших в ней, в Японии считали «злыми людьми», им не выказывалось ни уважения, ни сочувствия. Сама идея молитв за тех, кто погиб на войне, не возникала у людей. Но Такэяма считал, что причины войны и уважение к павшим, исполнявшим свой долг, — разные вещи.
От одного из приятелей, вернувшихся из Бирмы, он услышал историю про солдата, ставшего монахом, и как-то прочел историю про молодого учителя музыки, который обучил своих товарищей на войне петь, а они в ответ в бою стали прикрывать его от пуль, а потом вернулись на Родину в гораздо лучшем расположении духа, чем прочие солдаты. Как минимум однажды среди вернувшихся с войны солдат, теперь попрошайничающих на улицах, Такэяма узнал одного из своих бывших учеников.
Изначально Такэяма планировал развернуть действие романа в Китае, где ему доводилось бывать, но для сюжета нужна была песня, которая бы объединила солдат по разные стороны фронта и которую бы знали с обеих сторон. Таких песен для Китая и Японии он не знал, так что выбор пал на Home! Sweet Home!, что означало британских солдат, то есть Бирму. В Бирме ему бывать не приходилось, но студентом Такэяма посещал Тайвань и был знаком с тамошними джунглями.
Несмотря на то, что в начале романа автор говорит, что историю ему рассказал знакомый, — это лишь стилистический приём, который многими был воспринят на веру. Режиссёр анимационной адаптации 1986 года был удивлён, когда при встрече с автором узнал об этом.
Название книги является указанием на саунг, музыкальный инструмент, играть на котором взялся солдат. В романе более чётко, чем в фильме 1956 года, говорится об ответственности Японии за прошедшую войну. Один из солдат говорит об «ужасных проблемах», которые Япония навлекала на Бирму, а главный герой критикует колониальные амбиции Японии как «бесполезные желания» и говорит, что японцы «забыли о самых важных в жизни вещах».

## Признание
Сразу после выхода книга снискала популярность среди аудитории всех возрастов в Японии. Тысячи ветеранов после её прочтения вернулись в Бирму, чтобы отдать дань уважения павшим товарищам. В центре книги приключенческий сюжет, в завершении которого остаётся открытый конец. В ней оказались удачно смешаны духовность, колониальные фантазии и мальчишеский милитаризм. Роман стал своеобразным реквиемом по погибшим японским солдатам.
Книга поднимает серьёзные темы о цене войны и исцеляющей силе музыки. В своё время роман оказал громадное влияние своим осуждением милитаризма и графическим изображением павших вдали от дома солдат. Вместе с «24 глаза» (1952) «Бирманская арфа» даёт представление о том, как о войне говорили в первые годы после её окончания. Этот первый период в японской прозе о войне характеризуется отсутствием вины, фокусированием на изображении Японии в виде жертвы, концепцией «мы, японцы», которая объединяет всех граждан в единое сообщество, и избегания описания самой войны.
Не обошлось без критики. Так как книга создана с расчётом на детей, серьёзные темы о войне затрагиваются, но не слишком глубоко. Выбор места действия не раз подвергался критике, так как автор был не знаком со страной и с событиями, разворачивавшимися в ней. Он описывает жителей Бирмы как простых мирных людей. Впрочем, они в основном служат лишь фоном повествования и должны отображать видение автора на прошлое и будущее Японии. Кроме того, в книге был замечен неприкрытый расизм. Риэко Такада в своей книге указывает, что армия в книге больше напоминает Итико, высшую школу старого образца, в которой преподавал автор, а не реальную боевую единицу. Школу, в которой вместо вопросов субординации и подчинения ученики ищут дружбу и чувство общности с равными, и в книге они распространяют это желание и на британских солдат, и на бирманских людоедов. Такада характеризует роман, говоря, что «это не история о войне, это история о школе, история о Итико», будь то сделано Такэямой намеренно или нет. Баба Кимихико обращает внимание, что в романе Такэямы вопрос о чувстве вины перед странами, на которые было совершено нападение, оказывается далеко не главным, в центре вопрос о том, как обращаться со своими погибшими и только со своими. Книгу сложно отнести к военной литературе, отмечает он, так как в ней нет сцен боев или достаточной исторической достоверности, это скорее утопическая история для детей.
Роман был награждён Литературной премией Майнити в области культуры  (яп. 毎日出版文化賞 Майнити Сюппан Бункасё:) в 1948 году и получил премию министра образования за вклад в искусство в 1951 году.
Международный институт детской литературы в Осаке включил «Бирманскую арфу» в список 100 исторически важных японских детских книг, выпущенных с 1946 по 1979 год.
Роман был переведён на английский Говардом Гиббеттом и впервые опубликован в 1966 году издательством Charles E. Tuttle Company совместно с UNESCO (ISBN 0-8048-0232-7). К тому моменту на Западе история уже стала известна благодаря фильму Кона Итикавы 1956 года. Несмотря на то, что сам перевод выполнен мастерски, тон повествования — нежный и явно обращённый к детям — передать оказалось сложно. Западный издатель книги назвал роман «японским ответом на немецкий реквием Первой мировой войне „На Западном фронте без перемен“».

### Экранизации
На основе произведения было снято два фильма и короткий анимационный фильм, все они используют то же название, что и книга:
- «Бирманская арфа» (1956) — чёрно-белый японский фильм Кона Итикавы, получивший две премии Венецианского кинофестиваля и номинацию на «Оскар» как «Лучший иностранный фильм»
- «Бирманская арфа» (1985) — цветной японский фильм, также снятый Коном Итикавой, самый коммерчески успешный фильм в Японии в 1985 году
- «Бирманская арфа» (1986) — двухсерийная анимационная экранизация в составе сериала Animated Classics of Japanese Literature, созданного Nippon Animation[10][11]